# 東京大學大學院法學政治學研究科及法學部
東京大學大學院法學政治學研究科及法學部是東京大學設置的大學院之一東京大學大學院法學政治學研究科（東京大学大学院法学政治学研究科）及東京大學設置的學部之一東京大學法學部（東京大学法学部），两者统一运营。

## 組織

### 法學部
2017年度以前
- 第1類（私法Course）
- 第2類（公法Course）
- 第3類（政治Course）

2017年度學習內容改編
- 第1類（法學綜合Course）
- 第2類（法律Profession Course）
- 第3類（政治Course）

### 法學政治學研究科
- 綜合法政専攻（碩士課程、博士課程）
- 法曹養成専攻（法科大學院）（專門職學位課程）

### 附屬設施
- Business Low・比較法政研究中心

2006年設置。
- 近代日本法政史料中心

### 教育
成績以只大體上1年2次的考試被決定，評價是「優上・優・良・可・不可」的5等級。
自2006年度升學者演習（少人數的討論發表會）成為了必修。

### 法學政治學研究科長・法學部長
| 姓名   | 在任時期          | 出身大學 | 專門分野   |
| ------ | ----------------- | -------- | ---------- |
| 大澤裕 | 2019年04月 - 現職 | 東京大學 | 刑事訴訟法 |

## 學生生活
法學部自治會的俗稱有可能原來稱呼法學部的事為綠會。

## 外部連結
- 東京大學大學院法學政治學研究科及法學部 （页面存档备份，存于） （日語）